# Викодин
Викодин (енгл. Vicodin) је двокомпонентни аналгетик, чије су активне супстанце хидрокодон (полусинтетски опиоид) и парацетамол. У зависности од верзије, викодин може садржати 500-750 милиграма парацетамола и 5-10 милиграма хидрокодона. Хидрокодон и парацетамол делују синергистички, тј. сузбијају бол јаче него што би била проста сума дејства појединачних компоненти.
Идеја за овакву комбинацију лекова је спречавање злоупотребе опијата – примењен у великим дозама викодин изазива мучнину и желудачне проблеме.
Комбинација хидрокортона и ибупрофена делује на исти начин као викодин и продаје се под заштићеним именом викопрофен.